# Joseph Décréaux
 (janvier 2016).
Si vous disposez d'ouvrages ou d'articles de référence ou si vous connaissez des sites web de qualité traitant du thème abordé ici, merci de compléter l'article en donnant les références utiles à sa vérifiabilité et en les liant à la section « Notes et références ».
Joseph Décréaux, né le 24 mars 1920 à Bourbon-Lancy, et mort Autun le 27 octobre 2009, est un religieux français, érudit, professeur en archéologie chrétienne à l'Institut biblique pontifical, professeur honoraire d'archéologie et écrivain.

## Biographie
- Si vous ne connaissez pas le sujet, laissez ce bandeau (vous pouvez alors contacter les auteurs).
- Si vous supprimez le contenu mis en cause (vous pouvez préalablement contacter les auteurs),

argumentez précisément cette suppression dans la page de discussion
(un manque de référence n'est pas un argument ; une recherche réelle de référence doit avoir été effectuée, être formellement documentée).
Né à Autun dans une famille originaire du Bourbonnais, Joseph Décréaux a fait des études à Paray-le-Monial et sera ordonné en 1945. Monseigneur Lucien-Sidroine Lebrun le nomme à Change (Saône-et-Loire), et ensuite à Paris-L'Hôpital (Saône-et-Loire).
En 1965, l'évêque d'Autun, Monseigneur Armand Le Bourgeois, l'autorise à reprendre ses études d'histoire et il présentera son mémoire de maîtrise sur le célèbre manuscrit Sacramental de Marmoutier, manuscrit vraiment important qui échappe en 853 le saccage des Vikings à l'abbaye de Marmoutier. En 1967, il obtiendra une bourse d'études à Rome à l'Institut pontifical d'archéologie chrétienne.
Ses études au regard de ce manuscrit de sacramentaire, celui qui était conservé au Grand séminaire d'Autun puis à la bibliothèque municipale, étaient effectivement appréciées. L'une des publications les plus importantes fut effectuée en 1970 (voir ci-dessous).
En 1977, il soutient sa thèse sur ce manuscrit. Il rentre à Autun en 1978 et sera nommé aumônier de l'hôpital. Il fut membre de plusieurs sociétés savantes, dont l'Académie du Morvan.
Il prend sa retraite en 1990 et meurt le 27 octobre 2009. Ses obsèques eurent lieu le 30 octobre 2009, à l'église Notre-Dame d'Autun.

## Publications
- « L'Évêque d'Autun Albric, patron de Montbrisson », in Bulletin de La Diana, mars 1958.
- « Le Sacramentaire de Marmoutiers conservé à la Bibliothèque Municipale d'Autun », extrait des Mémoires de la Société Éduenne, tome 51, 1970, [lire en ligne]
- « Des catacombes romaines aux cryptes de Saint-Germain d'Auxerre. Les fresques des évêques, dans les cryptes de Lucine à Rome, ont-elles un lien avec les fresques des évêques de St Germain d'Auxerre ? », in L'Écho d'Auxerre, no 93, mai-juin 1971, p. 9-13.
- « Des catacombes romaines aux cryptes de Saint-Germain d'Auxerre », in L'Écho d'Auxerre, no 94, juillet-août 1971.
- « Le Culte de Mithra en Orient », in Archéologia, Dijon, 1984
- « Le Sacramentaire de Marmoutier  » (Autun 19bis), dans l'histoire des sacramentaires carolingiens du IXe siècle, édition Pontificio Istituto di Archéologia Cristiana (Città del Vaticano), revus et mis au point par Victor Saxer, 2 vol., XLVI, 782 p., 1985
- « Les Pères du Désert », in Dossiers Histoire et Archéologie, no 133, décembre 1988.
- « Le Signe du Bélier », in Académie des Sciences Arts et Belles-Lettres de Dijon, t.132, 1993.